# Madonna del Sasso
Madonna del Sasso là một đô thị ở tỉnh Verbano-Cusio-Ossola trong vùng Piedmont, có cự ly khoảng 100 km về phía đông bắc của Torino và khoảng 20 km southvề phía tây của Verbania. Tại thời điểm ngày 31 tháng 12 năm 2004, đô thị này có dân số 460 người và diện tích là 15,3 km².
Madonna del Sasso giáp các đô thị: Arola, Breia, Cellio, Cesara, Civiasco, Pella, Pogno, San Maurizio d'Opaglio, Valduggia, Varallo Sesia.